# Canal de jonction de Nancy
Het Canal de jonction de Nancy is een kanaal in de Franse regio Grand Est dat ten zuiden van Nancy, de verbinding vormt tussen de zuidelijke tak van het Canal de l'Est bij Messein en de oostelijke tak van het Marne-Rijnkanaal bij Laneuveville. Vanaf deze laatste aansluiting is het ook verbonden met de vanaf hier gekanaliseerde Meurthe zodat ook Nancy en zijn binnenhaven ook vanuit zuidelijke richting bereikbaar zijn. De bouw begon in 1875 en het kanaal werd geopend in 1887. Door zijn ingebruikname werd een volledige rondvaart, via de Moezel, Meurthe en het verbindingskanaal, van Nancy mogelijk. Het kanaal telt op het korte traject 18 sluizen, vijf opwaarts tussen Messein en het hoogste punt en dertien neerwaarts richting Laneuveville. Voor de watervoorziening van het scheidingspand wordt water uit de Moezel opgepompt.

## Galerij

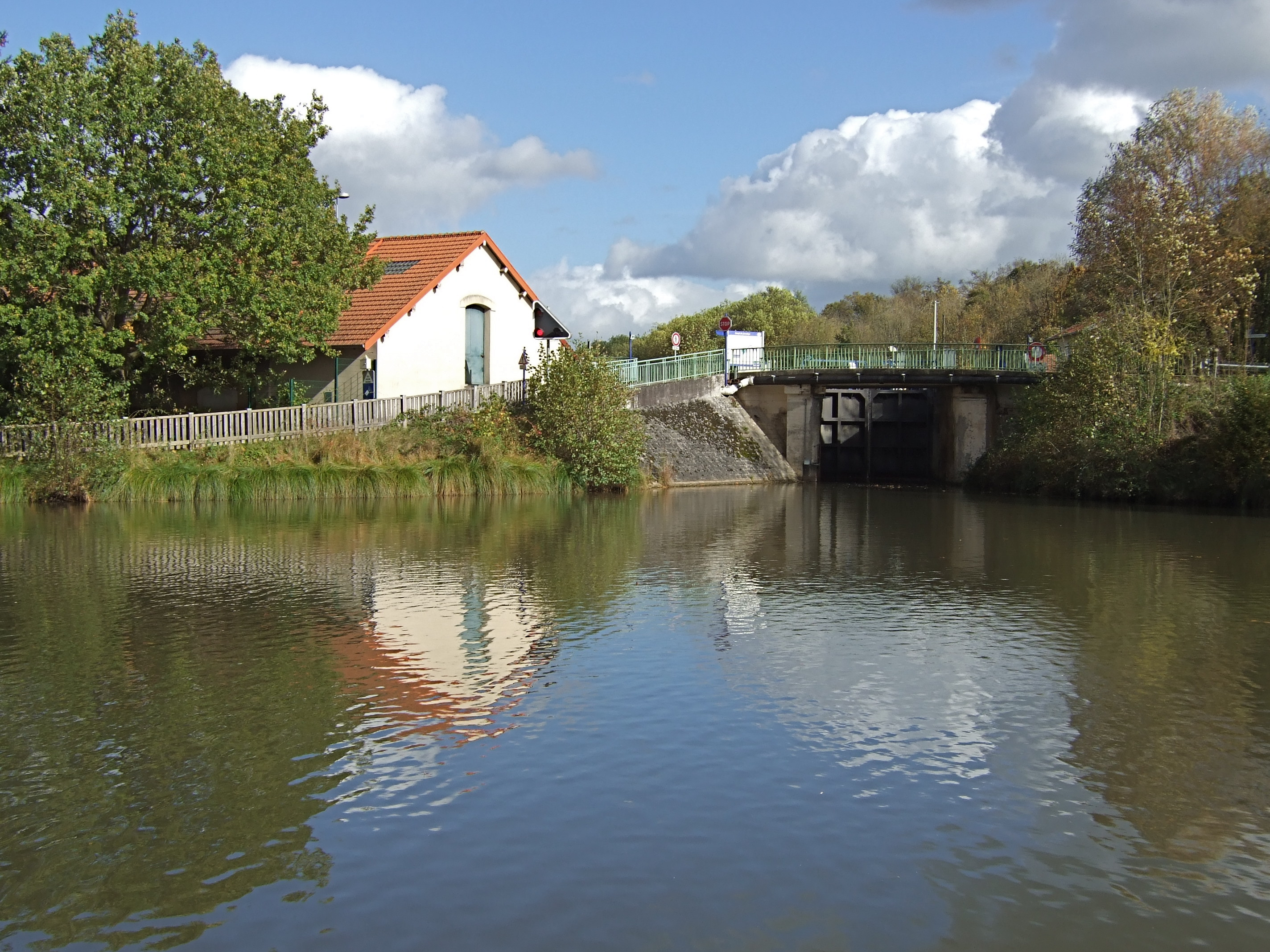
Begin van het kanaal bij Messein
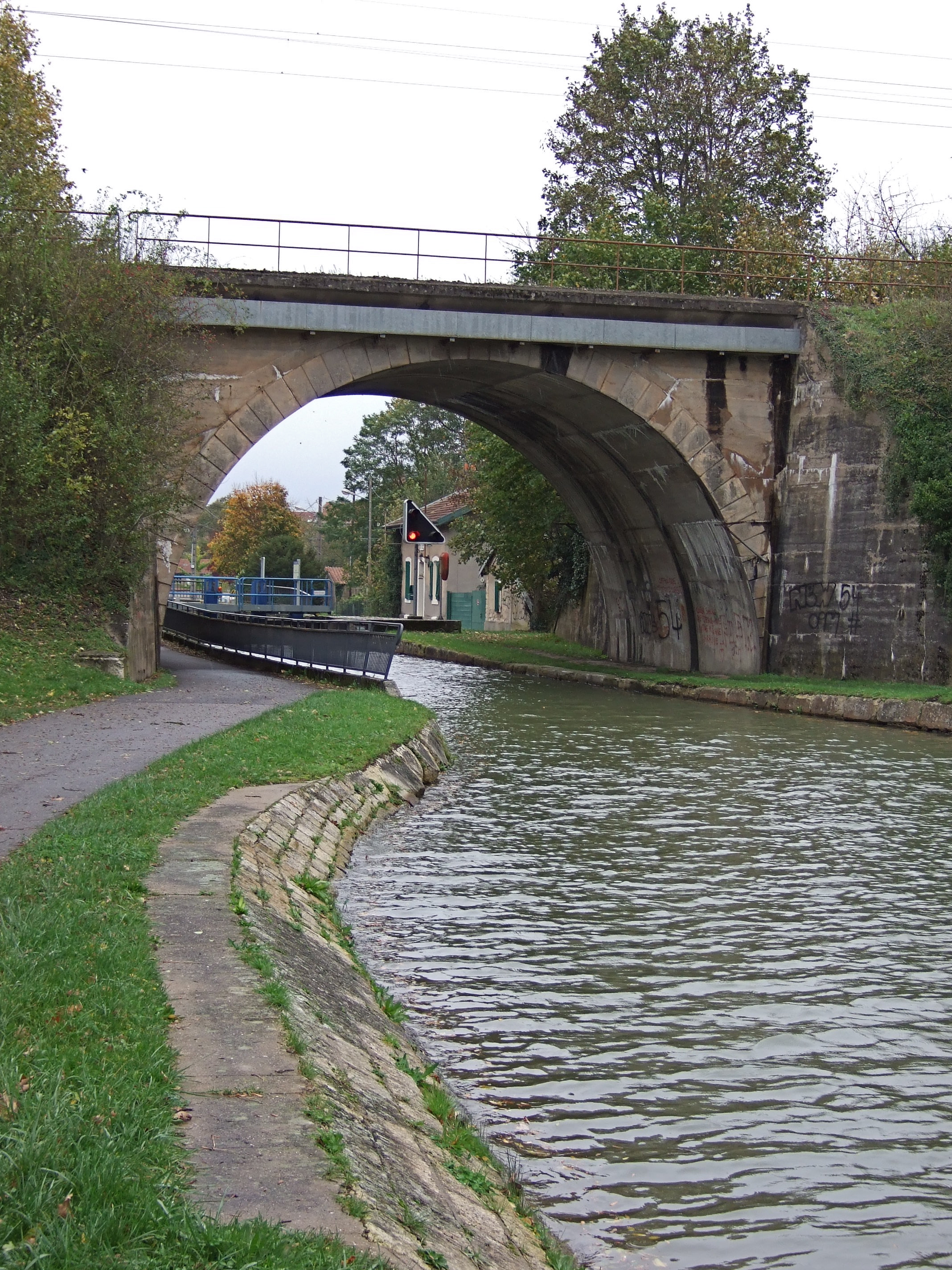
Spoorwegbrug over het kanaal
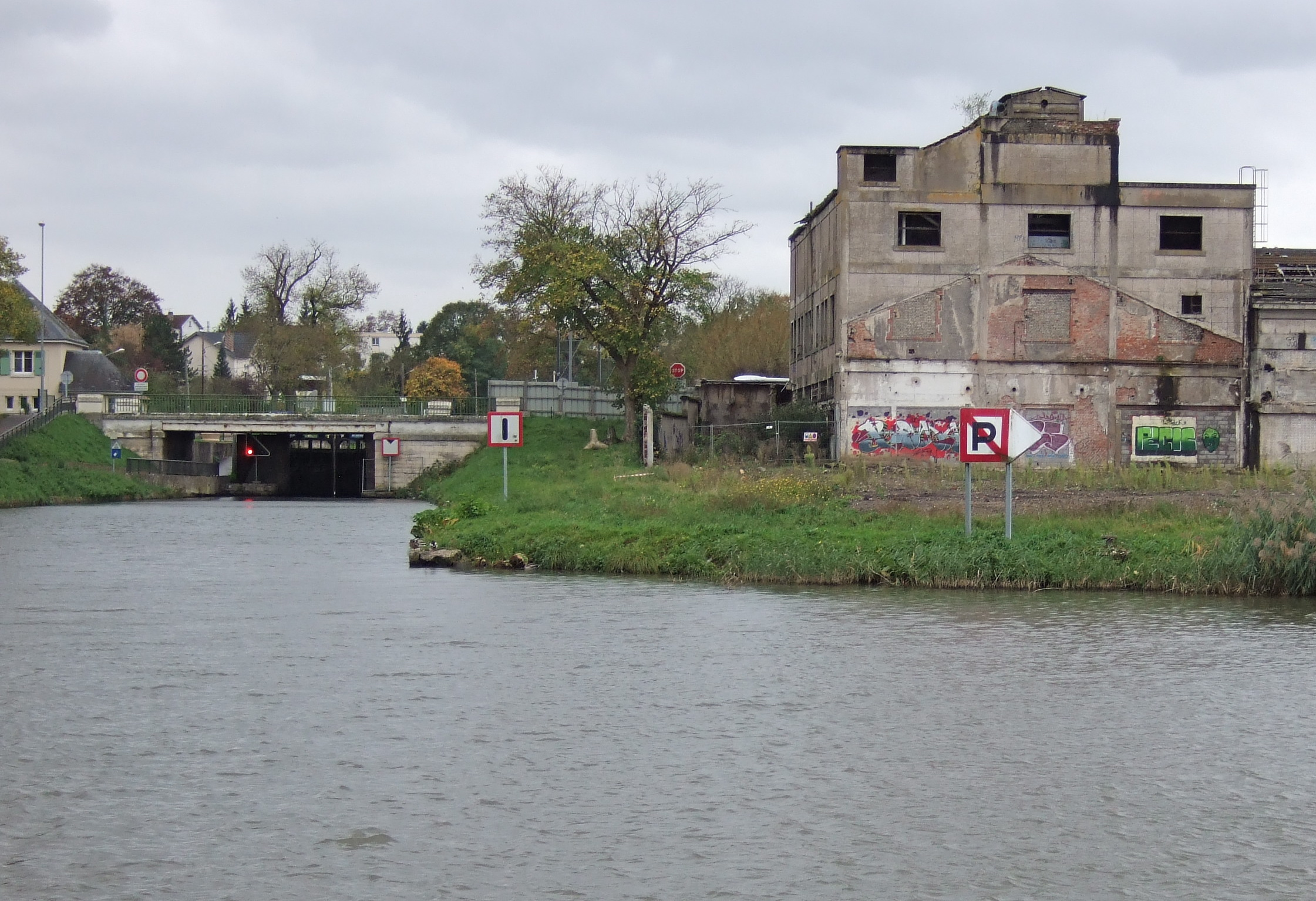
Monding in het Marne-Rijnkanaal